# Xyletomerus longitarsis
Xyletomerus longitarsis is een keversoort uit de familie klopkevers (Anobiidae). De wetenschappelijke naam van de soort is voor het eerst geldig gepubliceerd in 1968 door Español.